# Wierzchowo
Wierzchowo (Virchow fino al 1945) è un comune rurale polacco del distretto di Drawsko Pomorskie, nel voivodato della Pomerania Occidentale.
Ricopre una superficie di 229,25 km² e nel 2007 contava 4 499 abitanti.